# Вірусна пневмонія
Вірусна пневмонія (англ. viral pneumonia) — пневмонія, яку спричинюють віруси.
Віруси — один з факторів, які спричинюють пневмонію, інші — бактеріальна інфекція, грибкова інфекція, найпростіші, хімічні фактори тощо.
Вірусна інфекція є найчастішою причиною пневмонії у дітей, тоді як дорослі частіше схильні загрозі пневмонії, спричиненої бактеріальною інфекцією або яка має змішану вірусно-бактеріальну природу.

## Етіологія
Найпоширенішими причинами вірусної пневмонії є:
- Вірус грипу різних типів, переважно А і B
- Респіраторно-синцитіальний вірус
- Парагрипозний вірус (у дітей)
- Аденовіруси
- Метапневмовіруси
- Вірус кору
- Коронавіруси: SARS-CoV-2, Mers-CoV[2], SARS-CoV

Інші види вірусів можуть рідше спричинити пневмонію:
- Вірус простого герпесу (HSV), частіше призводить до розвитку пневмонії у новонароджених
- Вірус вітряної віспи
- Цитомегаловірус, частіше спричинює пневмонию у людей із зниженим імунітетом
- Вірус краснухи
- Гарячка денге[3]

## Патогенез
Найчастіше віруси потрапляють у легені повітряно-крапельним механізмом передачі інфекції: на вдиху, через рот або ніс. Потім вірус потрапляє в середину клітин, які вистилають дихальні шляхи, і часто в альвеоли легень. Внаслідок цього клітина найчастіше гине, через дію вірусу або в результаті апоптозу.
Подальше пошкодження легень відбувається в результаті імунної відповіді організму на вторгнення інфекції. Білі кровяні тільця, особливо лімфоцити, відповідають за активацію різноманітних хімічних речовин (цитокінів), спричинює скупчення рідини в альвеолах. Поєднання саморуйнування клітин і скупчення рідини у легенях призводить до порушень у кисневому обміні та кисневому голодуванню.
Окрім впливу на бронхо-легеневу систему, багато вірусів уражають також інші органи і можуть призводити до тяжких наслідків з порушенням різних функцій організму. Віруси також ослаблюють імунний захист організму, в результаті чого він стає більш схильний до бактеріальної інфекції.
Приєднання бактеріальної інфекції призводить до розвитку змішаної вірусно-бактеріальної пневмонії, що значно ускладнює перебіг захворювання.

## Клінічні прояви
Симптоми вірусної пневмонії часто схожі з проявами ГРВІ або грипу і включають в себе гарячку, непродуктивний кашель, нежить, та системні прояви як то міалгію, головний біль, озноб, задишку). Зрідка можливі також інші симптоми: нудота, блювання, діарея.

## Ускладнення
- приєднання бактеріальних збудників (як то S. pneumoniae, Staphylococcus aureus, H. influenzae та ін.), з виникненням бактеріальної пневмонії
- плеврит
- бронхообструктивний синдром
- набряк легень
- гострий респіраторний дистрес-синдром
- різноманітні позалегеневі ускладнення

## Діагностика
Діагноз вірусної пневмонії не може бути поставлений з упевненістю без рентгенологічного дослідження. При фізикальному та рентгенологічному дослідженні легень виявляють ознаки сегментарної (або часткової) інфільтрації легень.
Дуже важлива рання діагностика, так як саме вона забезпечує своєчасність початку лікування і дозволяє уникнути розвитку тяжких ускладнень.
Для підтвердження тієї чи іншої етіології потрібно провести відповідні специфічні дослідження, як то полімеразна ланцюгова реакція, імуноферментний аналіз тощо.

## Лікування
Пацієнтам з вірусною пневмонією, яку спричинили віруси грипу В, впродовж 48 годин з моменту появи симптомів слід почати приймати препарати-інгібітори нейрамінідази: озельтамівір або занамівір.
Респіраторно-синцитіальна інфекція — можливе лікування рибавірином. Вірус простого герпеса і вірус вітряної віспи чутливі до ацикловіру. При цитомегаловірусній інфекції використовується ганцикловір або валацикловір.
Препаратів для лікування вірусної пневмонії, спричиненої коронавірусами, аденовірусами, парагрипозними вірусами, нині не існує. Використовується патогенетичне лікування, загальне для лікування будь-яких пневмоній.